# Lévrier persan
Le lévrier persan (ou saluki) est originaire du Moyen-Orient. La Fédération cynologique internationale le répertorie dans le groupe 10, lévriers, section 1, standard no 269. 

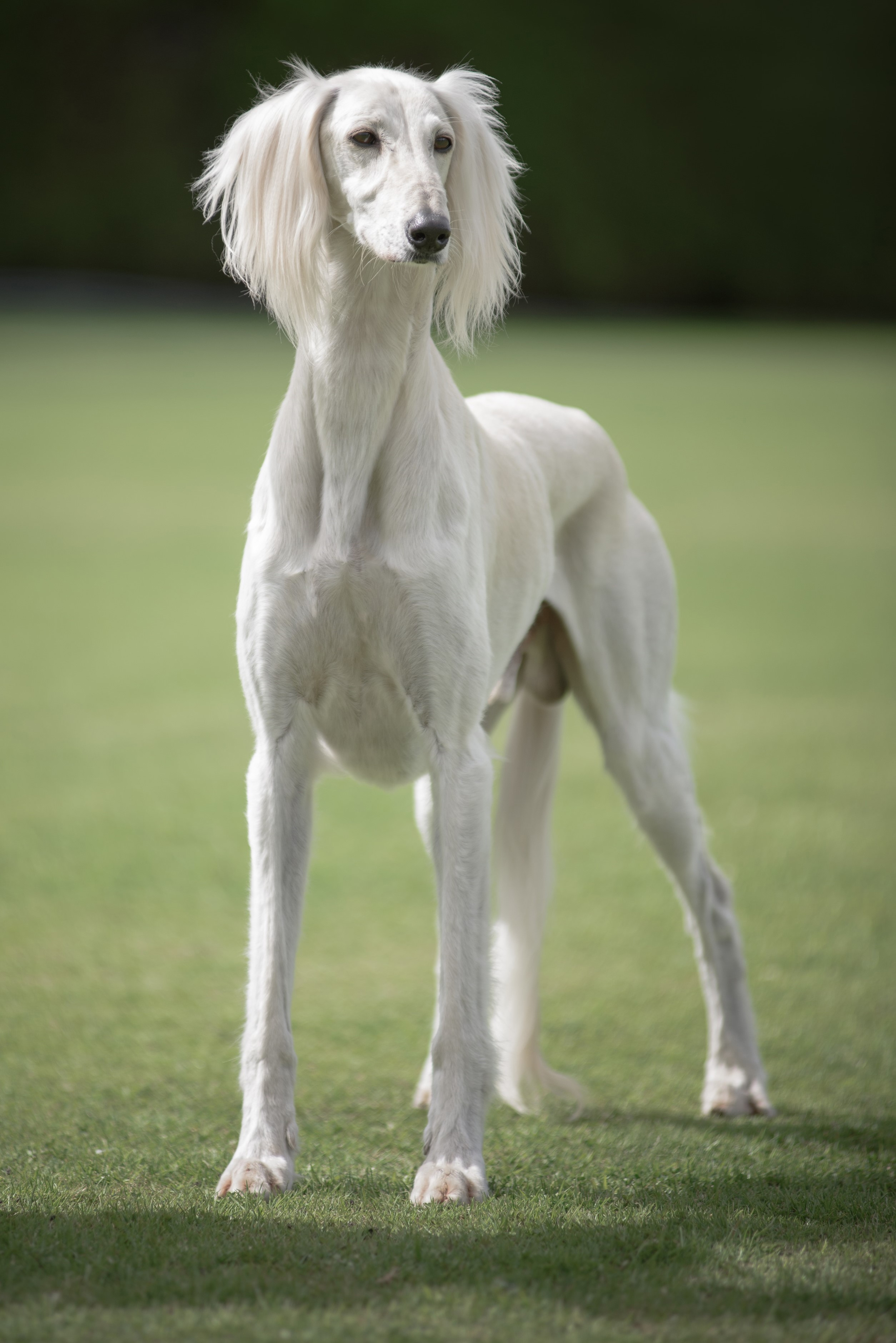
Chien Saluki ou Lévrier persan.

## Description
On le reconnaît à son pelage court, sauf au niveau des oreilles, des pattes et de la queue, où il est long.
Son poil est lisse et soyeux, pratiquement toutes les couleurs sont admises.
Il en existe deux variétés : 
- feather, frangé aux oreilles, aux pattes et à la queue
- à poil ras, aussi appelé smooth.

Le Saluki est un brillant chasseur à vue.

## Histoire

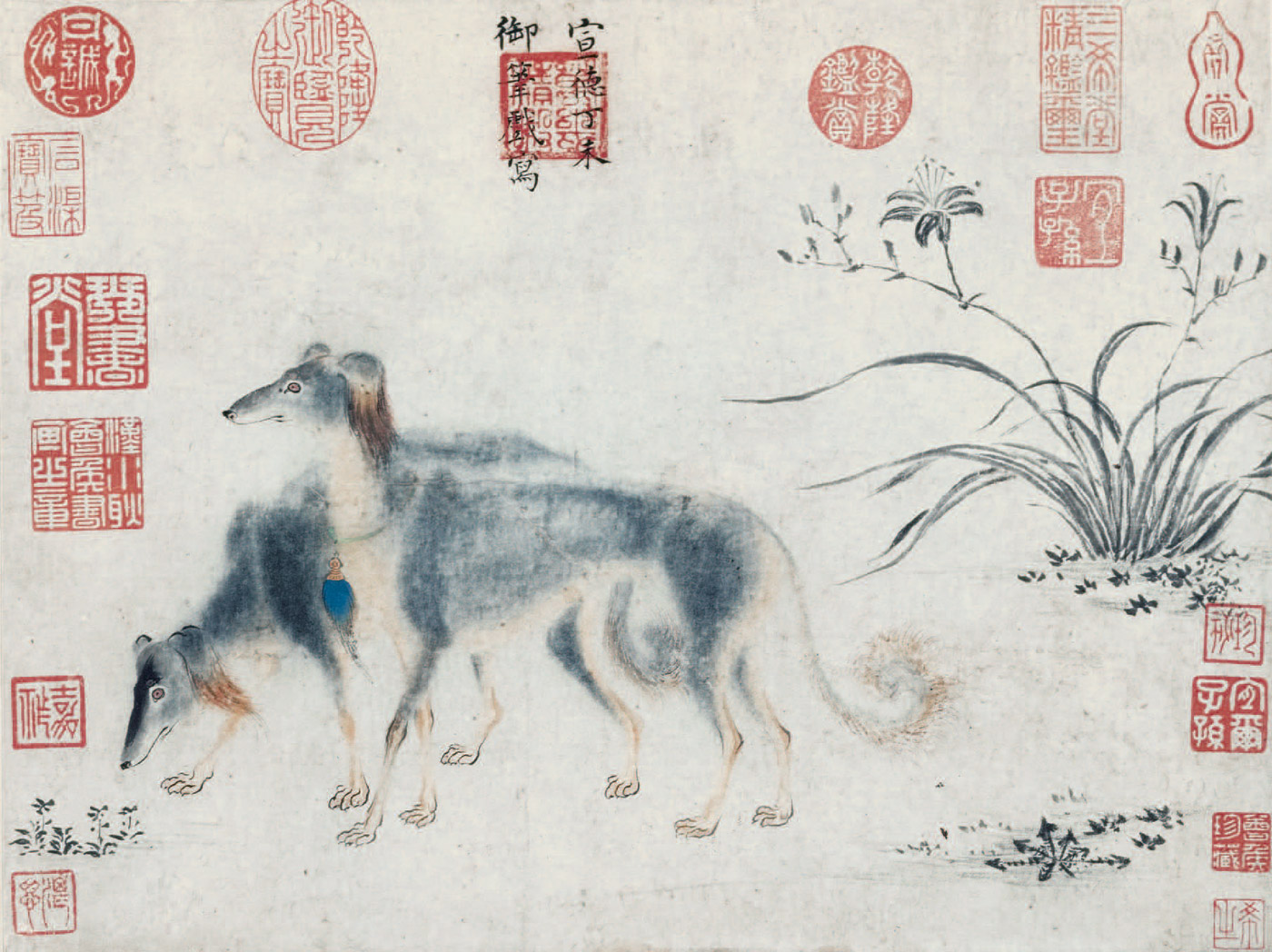
Peinture de Zhu Zhanji - Musée Sackler.

Le saluki existe depuis des milliers d'années.
Selon la tradition persane, les Salukis ne sont ni vendus ni achetés mais seulement offerts comme une marque d’honneur.

## Caractère
- Si vous ne connaissez pas le sujet, laissez ce bandeau (vous pouvez alors contacter les auteurs).
- Si vous supprimez le contenu mis en cause (vous pouvez préalablement contacter les auteurs),

argumentez précisément cette suppression dans la page de discussion
(un manque de référence n'est pas un argument ; une recherche réelle de référence doit avoir été effectuée, être formellement documentée).
Ce grand lévrier est connu pour son caractère plutôt calme et sensible, qui lui permet de garder le contrôle de sa chasse. C’est un chien sociable, mais réservé. Il n’extériorise pas son affection comme d’autres chiens. Il sera timide dans les comportements qu’il aura avec son maître. Docile, il sera affectueux avec son humain, sans être un chien “pot de colle”. Il restera méfiant envers les étrangers. 
Il s'entend bien avec les enfants et peut même les protéger, mais la famille doit le respecter car il a besoin de temps de calme et de repos seul. La noblesse de sa ligne et son caractère particulièrement calme ne doivent pas faire oublier le passé du Saluki.[réf. nécessaire] Pendant des générations, ses ancêtres ont été élevés comme des chiens de chasse à vue pour les princes et les puissants: son instinct de prédation peut alors être très développé.
Chien de chasse et de compagnie, il vit très mal la solitude, même pour quelques heures: c'est donc un point qu'il faut travailler en douceur et par étapes. Le Saluki n'apprécie guère de dormir dehors, par exemple, et n'hésitera pas à le faire savoir, d'ailleurs. Il préfère les canapés et les cousins épais comme beaucoup de lévriers. 
Autre souci du Saluki : son instinct de chasse ancestral, qui le pousse à fuguer assez régulièrement si ses besoins, notamment d'exploration, ne sont pas comblés. Mieux vaut prévoir une grande clôture (environ 2,50 m) pour sécuriser votre jardin (un grillage de 1,60 m de haut ne lui fait pas peur).
Le Saluki a besoin d'exercice régulier, mais se comporte tranquillement en intérieur. Il n'aboie pas à moins qu'il y ait une raison quand il a le sentiment que quelque chose ne va pas ou quand un membre de la famille est absent pour une longue période de temps.

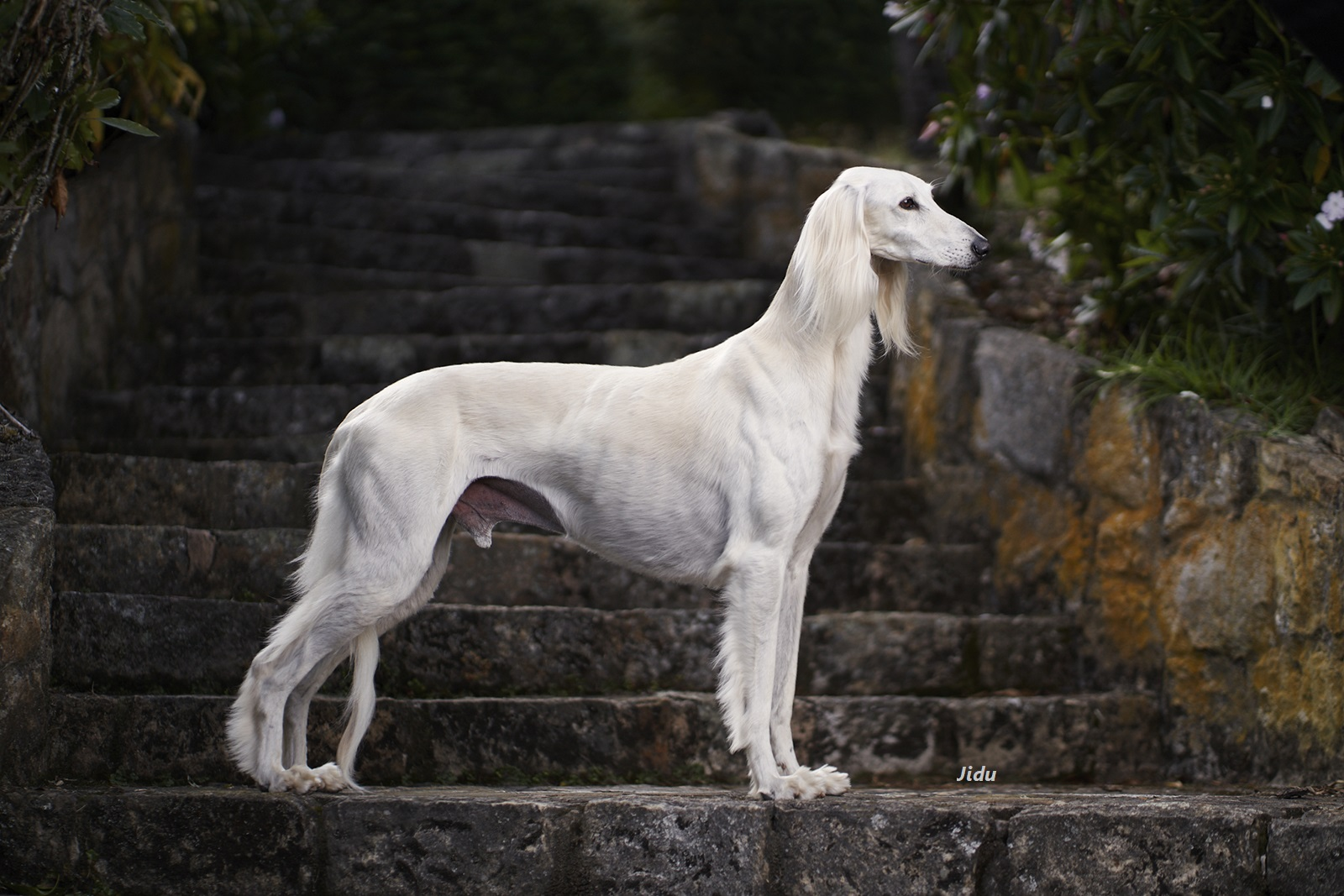
Saluki Jidu.

## Soins et santé
Le Saluki a une assez longue espérance de vie, vivant en moyenne de 13 à 16 ans.
Le Saluki a tendance à avoir de grandes portées. Les portées de 10 chiots ne sont pas du tout rares. 
Entretien du poil : Son poil nécessite un entretien régulier pour les poils longs, surtout si on veut garder la qualité soyeuse du poil et sa beauté.

## Ses éventuels problèmes de santé
Le lévrier persan peut souffrir de :
- rare cas de DCM Cardio Myopathie Dilatée
- il n'existe  pas de pathologie courante connue chez le Saluki

## Sports

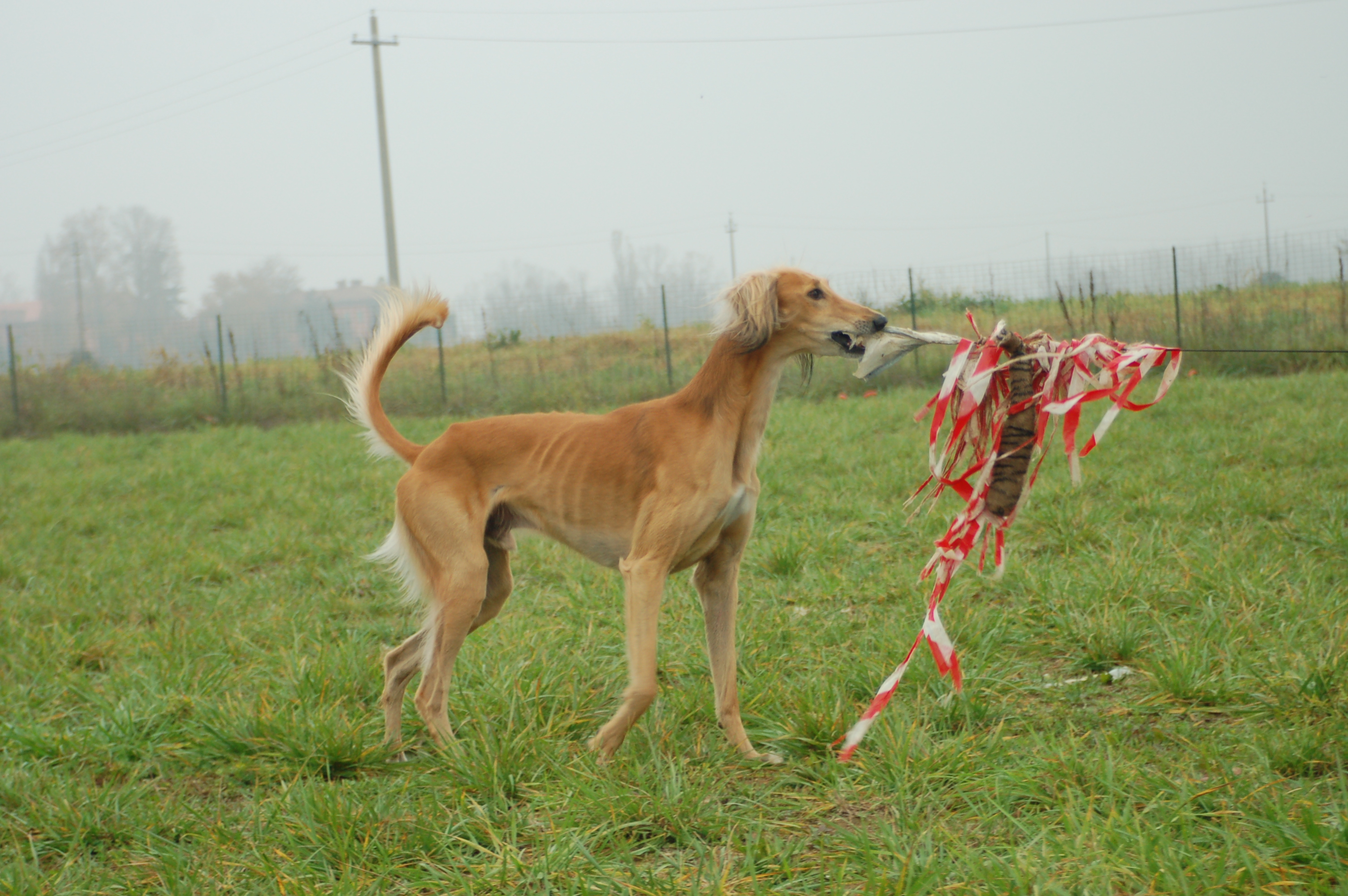
Poursuite à vue sur leurre.

- Épreuves de courses sur cynodromes ou « racing ».
- La poursuite à vue sur leurre (PVL) ou « coursing ».
- Activités possibles : le Saluki est doué dans la poursuite du leurre. Vous pouvez donc l’emmener sur un cynodrome, c’est ce qu’il préférera ! Bon chasseur, mais attention car il est interdit de chasse en France à cause de sa rapidité et son agilité. Vous pouvez faire du canicross ou même du cani-VTT avec lui, cela sera parfait pour le défouler. Au vu de sa taille, on évitera de faire de l’agility.

## Photos

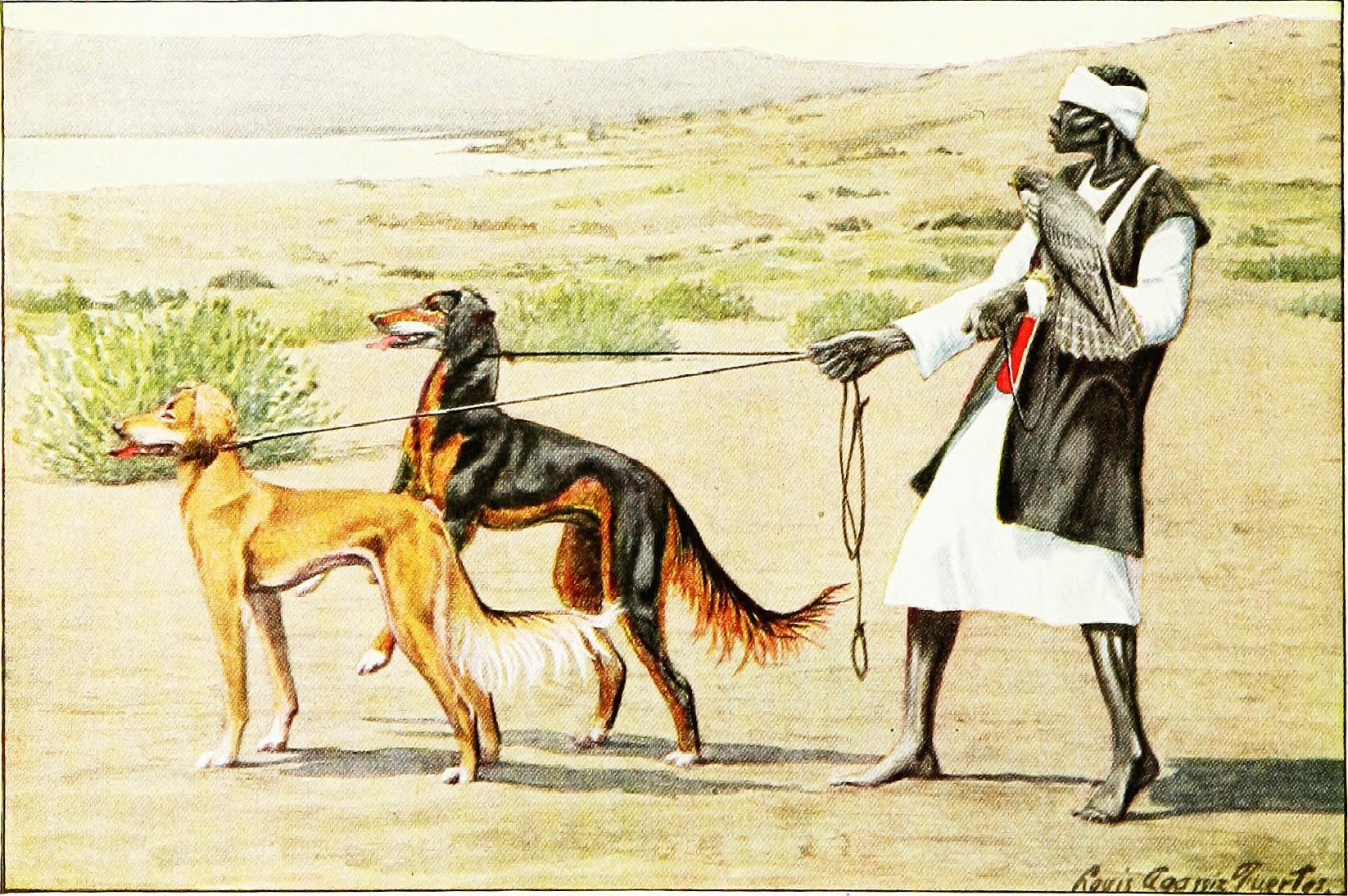
(en) The book of dogs; an intimate study of mankind's best friend (1919).
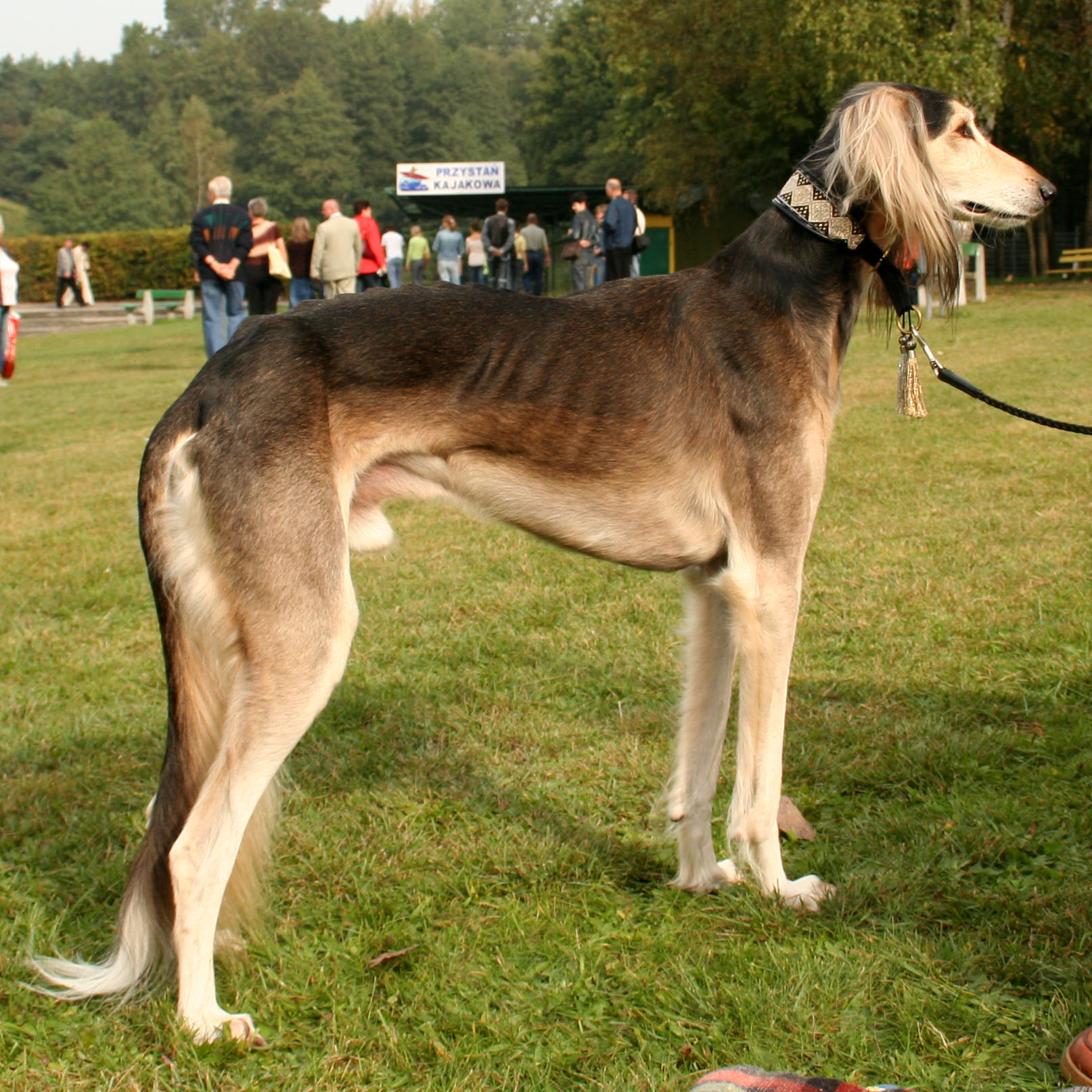
(en) Chart perski.
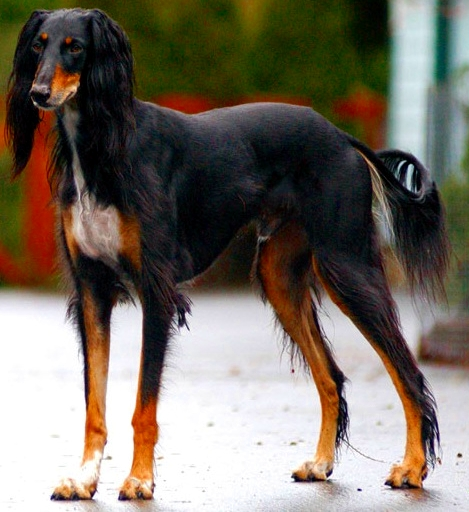
(en) Saluki dog breed.
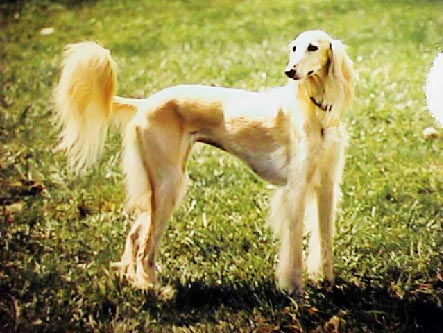
(en) Golden saluki.
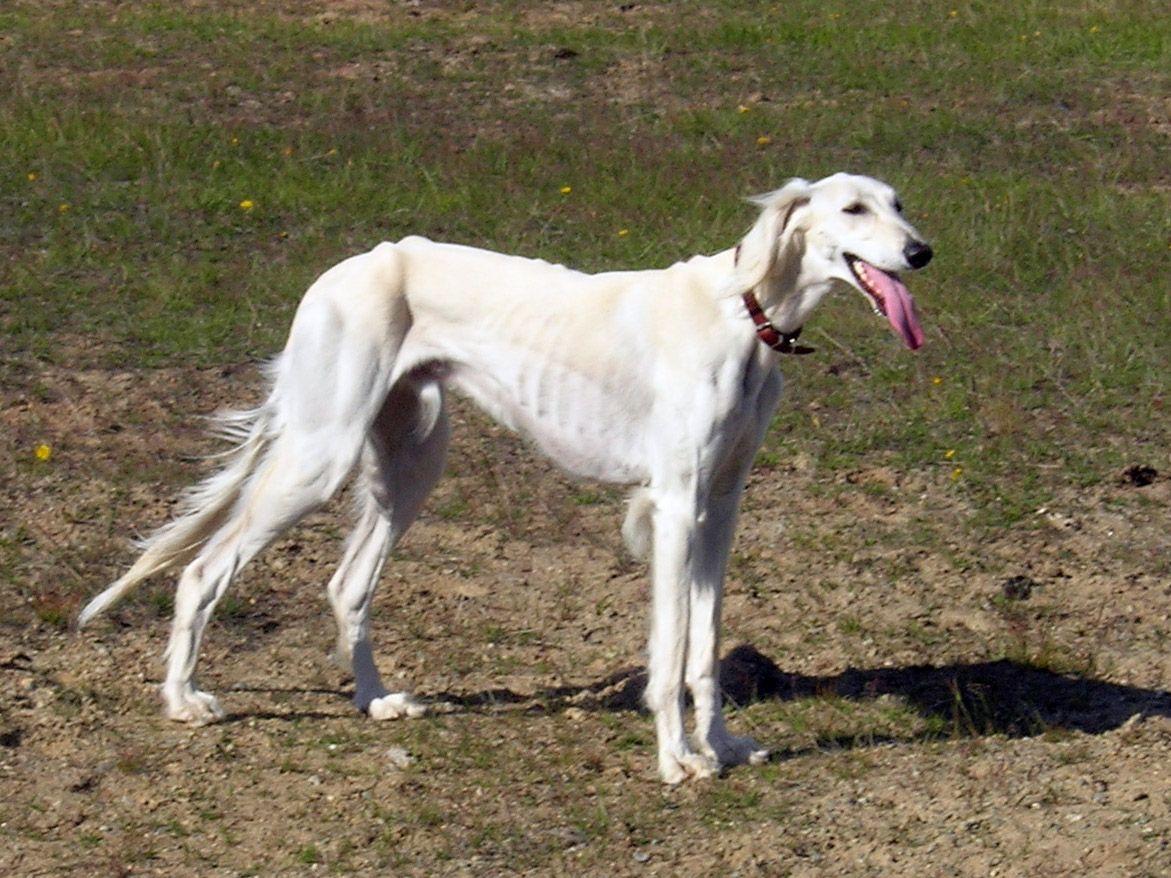
Le saluki Malik.
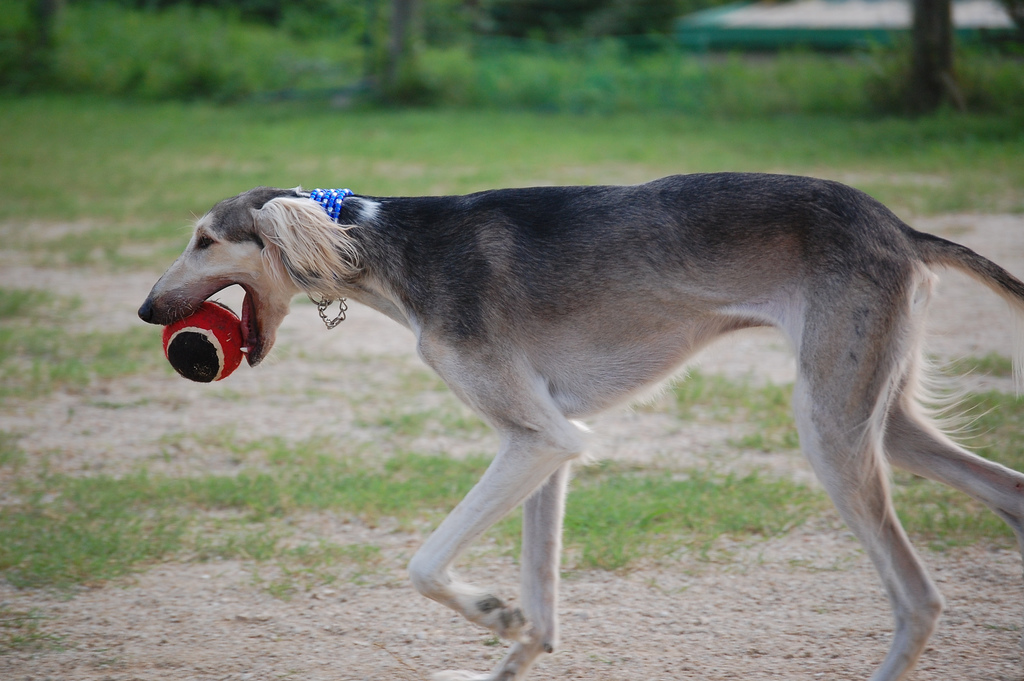
Saluki avec une balle.
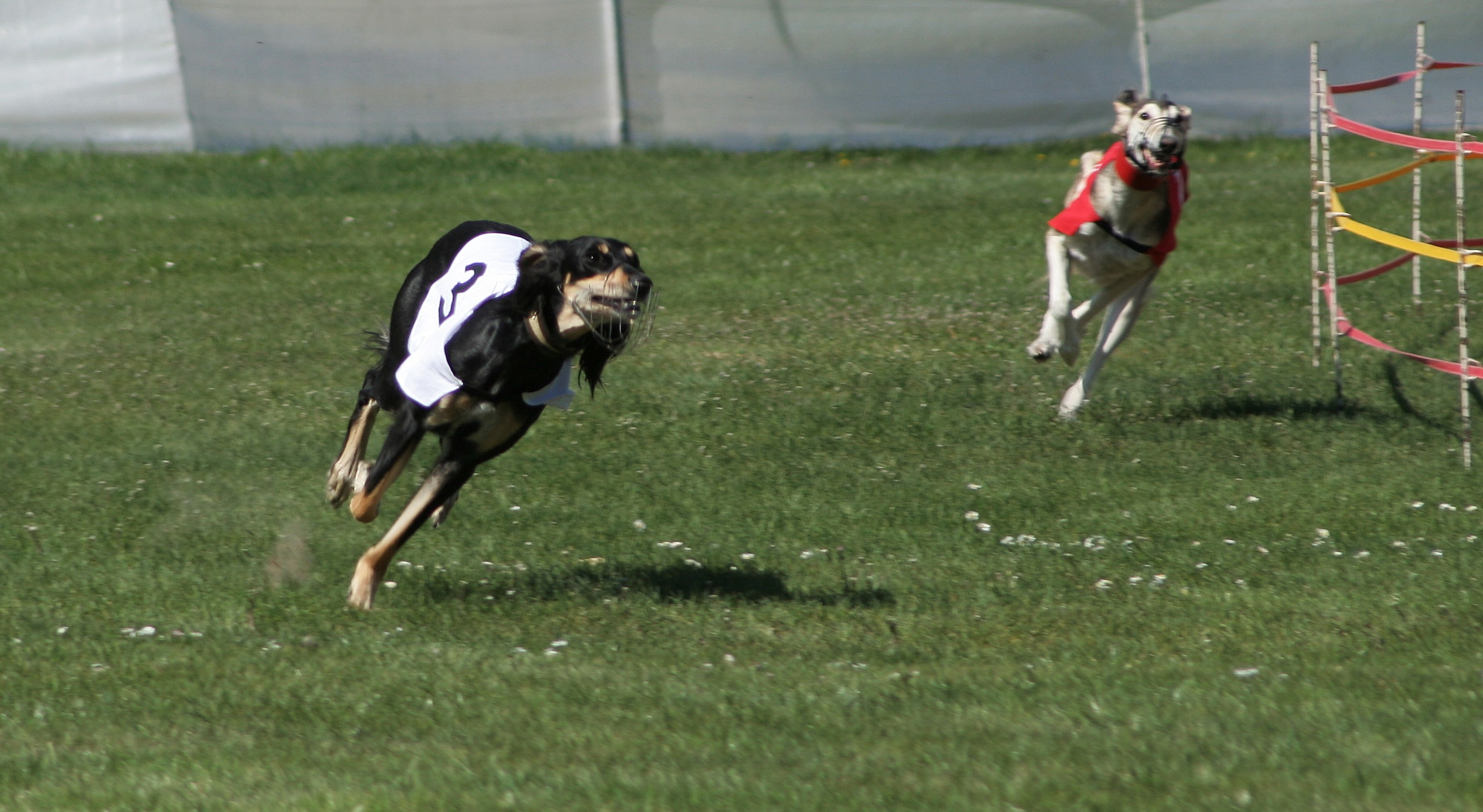
Courses de lévriers à Szombierki.
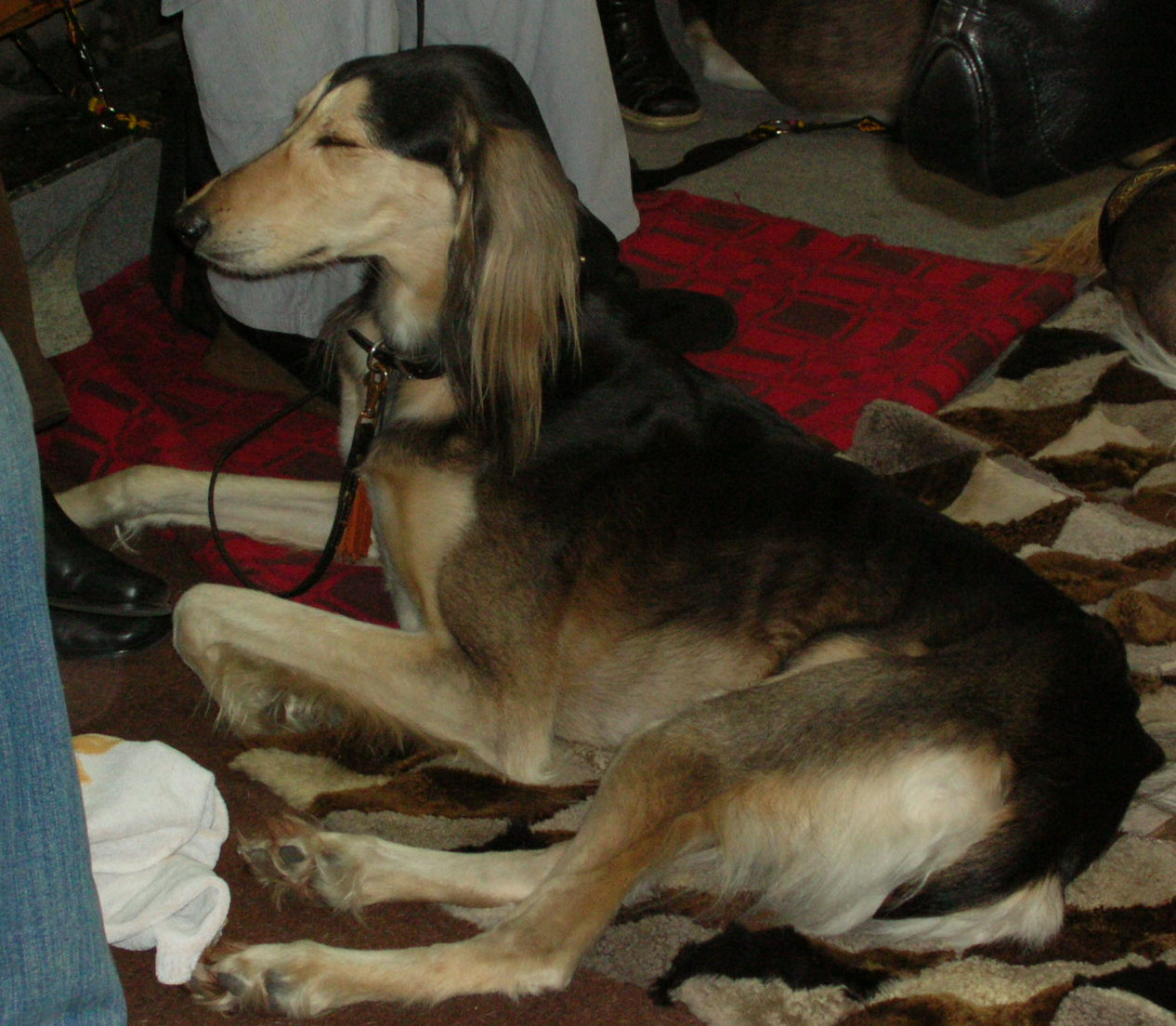
Saluki.
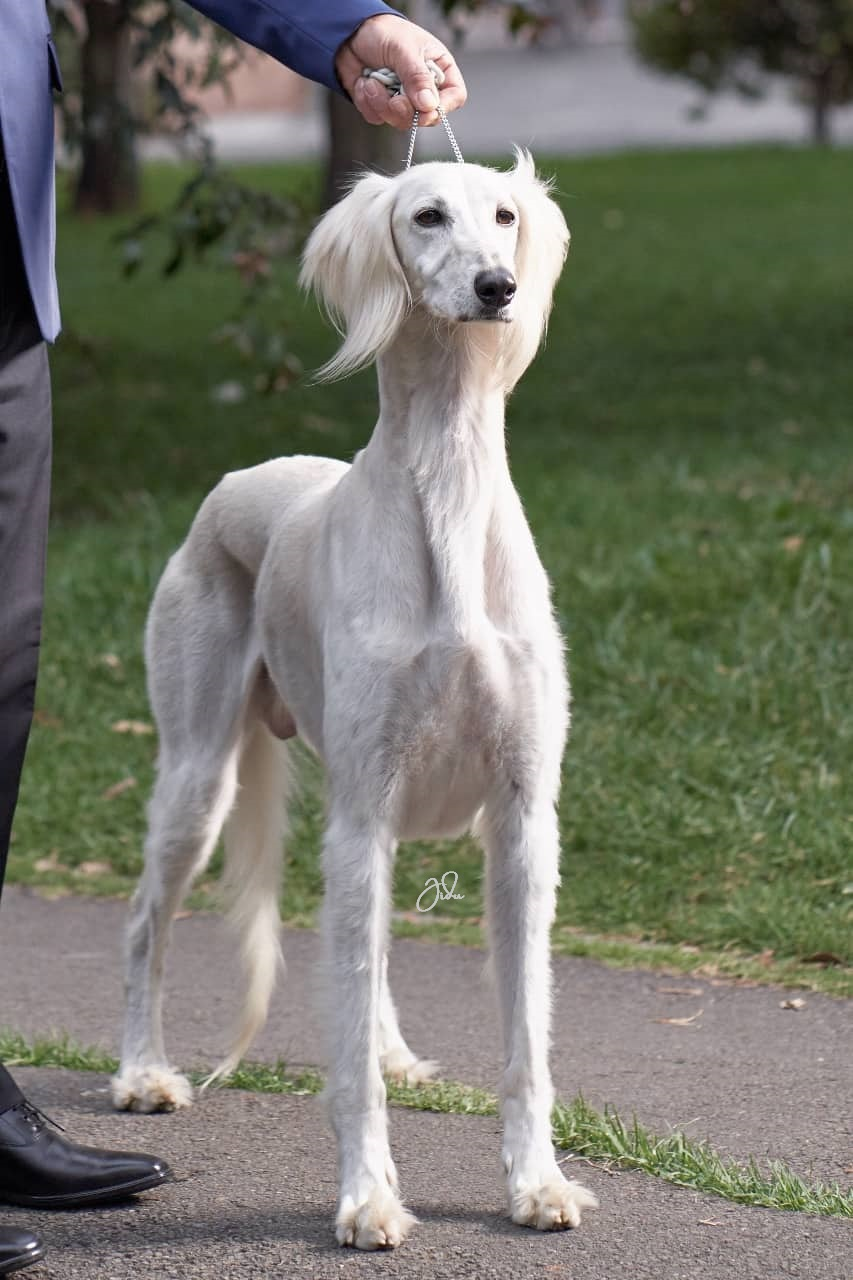
Le Saluki Elamir Flamenco.